# 江湾跑马厅
江湾跑马厅又稱江湾跑马場、万国体育场，是上海歷史上的一個跑馬場。

## 歷史
由於一開始在上海跑马厅的赛马活动只允许外国人参与，而且叶贻铨二次申请加入上海跑马总会，均被拒絕，於是他打算親自開設跑马厅。叶贻铨与虞洽卿於1909年集资，在江湾乡投資建設江湾跑马厅，而且允許中國人參加賽馬活動。江湾跑马厅當時东至政民路、西至仁德路、南至纪念路、北至政立路，中心位於武川路、武东路路口。投資方還在跑马厅东、南、西3个方向，铺筑了3条马路：通往江湾火车站的叫体育会路、通往上海北站方向的叫西体育会路，通往虹口公园方向的叫东体育会路。江湾跑马厅當時的設施包括跑马场地、看台、高尔夫球场、网球场、棒球场、大自鸣钟。为讓参加赛马以及觀賽游客有个休息的场所，叶贻铨特地建造了叶家花园。跑馬場於1910年動工。
1911年5月6日，江湾跑马厅开业。開業当天，跑马厅请来法国飞行师勒内·瓦隆驾驶单翼机在场内駕駛飛機表演。
江湾跑马厅成立後設立董事会，虞洽卿擔任第一任董事长，叶贻铨擔任副董事长。為了與上海跑马厅競爭，江湾跑马厅很快就吸收了外國股东加入，万国体育会（上海运动事业基金董事会）成为江湾跑马厅最大的股东，江湾跑马厅又該名为万国体育场，但人們依然用「江湾跑马厅」來稱呼它。1917年、1924年，江湾跑马厅两次扩建，增加看台和办公大楼。。一二八事變期間，江湾赛马场的赛马活动被迫暂停。江湾跑马厅一度借上海跑马场进行比赛。1935年，江湾赛马场重新运营。
淞滬會戰爆发，江湾跑马场的赛马活动又再度终止。1938年，上海跑马总会接收了万国体育会的全部财产，江湾跑马厅改由上海跑马总会控制。不過因为万国体育会此前拖欠銀行貸款，1939年2月10日，江湾跑马场被出售給上海恆產株式會社，由該公司控制。江湾跑马場用作日本人的农垦场地。中國抗日戰爭結束後，江湾跑马場被收归国有，由中華民國农林部、联勤总司令部使用。上海戰役后，工厂、学校在江湾跑马厅舊址办厂、建校，江湾跑马厅旧址分別被上海自行车三厂、上海手表三厂、江湾机械厂、上海建筑材料工业学院等佔用。江湾跑马厅的看台、钟楼和看台主楼遗址一度留存在江湾机械厂内。2000年初，江湾机械厂舊址建成名為「三湘世纪花城」的住宅小区，江湾跑马厅舊建筑全部拆除。